# モデスト・ナプニ
モデスト・ナプニ（Modest Napunyi Oduori、1957年3月13日 - 2002年12月20日）は、ケニアの元プロボクサー。ナイロビ出身。日本にて友伸 ナプニ（ゆうしん ナプニ）のリングネームでプロデビューした。
現役時代の戦績はアマチュアボクシング時代に90戦84勝6敗、プロボクシング転向後に22戦15勝（9KO）7敗を記録した。

## 経歴
アマチュアでアフリカ王者となり、84勝6敗の戦績を残す。
1981年に来日し、ヨネクラボクシングジム所属の「友伸ナプニ」として9月1日デビュー。
1982年1月26日、スパイダー根本が持つ日本フェザー級王座に挑戦して判定で王座奪取に成功。ジェームス・キャラハンと並び当時最速タイとなる4戦目での日本王座奪取となった（後に平仲明信、辰吉丈一郎、井上尚弥も並ぶが、2022年に但馬ミツロにより2戦に更新される）。
しかし、初防衛戦として5月7日に根本とダイレクトリマッチを行い陥落。これを最後に離日。
帰国後、アフリカジュニアフェザー級王座などを獲得。韓国で活動していた時期もあった。
1992年にプロ引退、2002年12月20日死去。

## 獲得タイトル
- 日本フェザー級王座
- 東アフリカジュニアフェザー級王座
- ABUジュニアフェザー級王座
- イギリス連邦フェザー級王座